# 하츠네 에리코

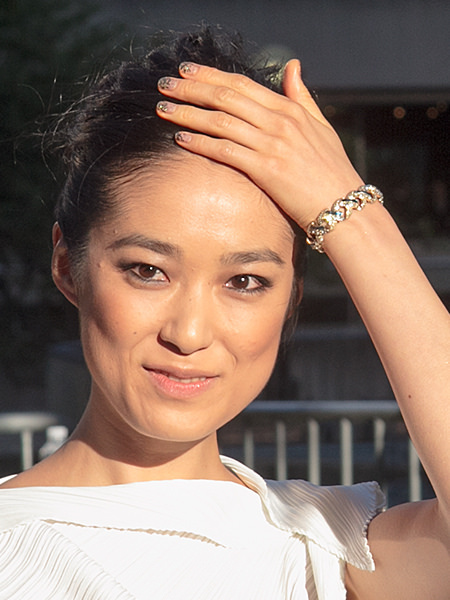

하츠네 에리코(Eriko Hatsune, 1982년 3월 24일 ~ )는 일본의 배우이다.
도쿄도에서 태어났다.

## 방송
- 해님
- 의룡 3
- 순정 반짝
- 사토라레

## 영화
- 위 아 리틀 좀비 (2019년)
- 달과 천둥 (2017년)
- 만능감정사 Q - 모나리자의 눈동자 (2014년)
- 독수리 오형제 (2013년) - 나오미 역
- 걸 (2012년)
- 맥아더 : 일본 침몰에 관한 불편한 해석 (2012년) - 아야 쉬마다 역
- 미츠코 감각 (2011년)
- 상실의 시대 (2010년) - 하츠미 역
- 아파트 1303호 (2007년)
- 오시키리 (2000년)
- 소용돌이 (1999년)